# Matice slezská
Matice slezská je česká zájmová a kulturní organizace, jenž si dává za cíl uchovávání a podporu dějin umění a historické a kulturní tradice Českého Slezska.
Sídlem je matiční dům v Opavě. Matice se dále dělí na dvě oblasti, Opavskou a Těšínskou.
Hlavním místem pro organizaci kulturních akcí je v Národopisném areálu v Dolní Lomné na Jablunkovsku. Tento areál byl postaven před třiceti lety a konají se v něm mezinárodní folklórní slavnosti, či akce.
Od roku 1969 pořádá organizace každoročně folklórní slavnosti Slezské dny.
Spolek dále působí v Háji ve Slezsku, Hradci nad Moravicí, Hrabyni, Krnově, Stěbořicích, Jablunkově, Mostech u Jablunkova, Návsí, Frýdku-Místku, Třanovicích a Bystřici.

## Historie
Matice slezská působila původně od roku 1877 jako Matice opavská v opavském Slezsku. V roce 1948 zanikla sloučením do Slezského studijního ústavu v Opavě. K obnovení činnosti došlo v roce 1968 již pod názvem Matice slezská, v roce 1972 však Matice svou činnost opět ukončila. Znovu se ustavila v prosinci 1990.